# Jean-François Bodin (architecte)
Pour les articles homonymes, voir Jean-François Bodin et Bodin.
Jean-François Bodin est un architecte français né en 1946 à Paris.

## Biographie
Jean-François Bodin est diplômé de l'École nationale supérieure des beaux-arts en 1974.
Il est cofondateur d'Écart International avec Andrée Putman en 1979, où il reste jusqu'en 1988
Il rénove de nombreux musées : le musée Matisse de Nice, le musée d'art moderne de la ville de Paris,, le Musée des beaux-arts de Cambrai,, le musée Granet à Aix-en-Provence, le musée de Montmajour à Arles, la Fondation Émile Hugues à Vence, le Musée des monuments français (Cité de l'architecture),, le château des ducs de Bretagne,, le musée des beaux-arts de Tourcoing, le musée Picasso, le musée départemental d'art contemporain de Rochechouart, le musée de la bande dessinée à Angoulême, etc.